# Hohlmühle
Hohlmühle (früher auch Tappertsmühle genannt) ist ein Gemeindeteil der kreisfreien Stadt Bayreuth im bayerischen Regierungsbezirk Oberfranken. Tappertsmühle liegt in der Gemarkung Oberkonnersreuth.

## Geografie
Die Einöde liegt am Sendelbach in unmittelbarer Nachbarschaft zu Oberkonnersreuth im Nordosten und Karolinenreuth im Süden.

## Geschichte
Hohlmühle gehörte zur Realgemeinde Fürsetz. Gegen Ende des 18. Jahrhunderts bestand Hohlmühle aus einem Anwesen. Die Hochgerichtsbarkeit stand dem bayreuthischen Stadtvogteiamt Bayreuth zu. Die Grundherrschaft über das Gütlein hatte der Bayreuther Rat.
Von 1797 bis 1810 unterstand der Ort dem Justiz- und Kammeramt Bayreuth. Mit dem Gemeindeedikt wurde Hohlmühle dem 1812 gebildeten Steuerdistrikt Oberkonnersreuth und der zugleich gebildeten Ruralgemeinde Oberkonnersreuth zugewiesen. Am 1. Januar 1972 wurde Hohlmühle im Zuge der Gebietsreform in Bayern nach Bayreuth eingemeindet. Als Hohlmühle wird heute auch ein angrenzendes, ab etwa 2000 erschlossenes Neubaugebiet bezeichnet.

### Einwohnerentwicklung
| Jahr      | 001819 | 001822 | 001861 | 001871 | 001885 | 001900 | 001925 | 001950 | 001961 | 001970 | 001987 |
| Einwohner | 8      | 6      | 4      | 7      | 6      | 7      | 5      | 20     | 5      | 5      | 3      |
| Häuser    |        | 1      |        |        | 1      | 1      | 1      | 1      | 1      |        | 2      |
| Quelle    | [ 8 ]  | [ 6 ]  | [ 9 ]  | [ 10 ] | [ 11 ] | [ 12 ] | [ 13 ] | [ 14 ] | [ 15 ] | [ 16 ] | [ 1 ]  |

## Religion
Hohlmühle ist evangelisch-lutherisch geprägt und nach St. Johannis gepfarrt. Das Neubaugebiet gehört jedoch zur Friedenskirche (Birken).